# Federico II Abbatelli
Federico Abbatelli Ventimiglia, conte di Cammarata (seconda metà del XV secolo – Milazzo, 11 luglio 1523), è stato un nobile, politico e militare italiano vissuto tra la fine del XV secolo e l'inizio del XVI.

## Biografia
Nacque nella seconda metà del XV secolo, da Giovanni Francesco, II conte di Cammarata, e dalla di lui seconda consorte la nobildonna Diana Ventimiglia dei Baroni di Sambuca. Ereditò dal nonno materno Giovanni Giacomo Ventimiglia la baronia di Sambuca, nel Val di Mazara, di cui ebbe investitura nel 1486, e che vendette successivamente. Alla morte del fratello maggiore Antonio, nato dalla prima unione del padre con una dama di Casa Cardona, acquisì iure francorum il possesso della Contea di Cammarata di cui ebbe investitura il 23 novembre 1503, avendone sposato l'unica figlia Margherita.
Capitano generale delle forze marittime del Regno di Sicilia, in tale funzione nel 1491 scacciò da Malta le galee turche. Nel 1507-09, gli fu affidato, ogni volta per quattro mesi, il compito di perseguire e arrestare i banditi che infestavano i territori circostanti la sua contea. Il 2 aprile 1508, fu nominato capitano d'armi a vita della città di Agrigento. Deputato del Regno per due volte, nel 1508 e nel 1511, con privilegio di re Ferdinando II d'Aragona del 15 settembre 1509, esecutoriato il 10 gennaio 1510, Abbatelli fu nominato maestro portulano del Regno con lo stipendio annuo di 300 onze. L'alto ufficio, che già era stato del padre, oltre a dargli grande prestigio, lo poneva a capo di una delicata branca dell'amministrazione statale, che praticamente controllava tutto il movimento dei porti frumentari dell'isola e gli assicurava notevole capacità d'intervento sia sul piano economico che su quello politico.
Nel 1516, assieme a Pietro Cardona Ventimiglia, conte di Collesano, l'Abbatelli capeggiò la rivolta scoppiata in Sicilia contro il viceré Hugo de Moncada, l'indomani della morte di Ferdinando il Cattolico. Il Conte di Cammarata, che con gli altri nobili dissidenti aveva abbandonato Palermo poco prima che scoppiasse la sommossa popolare, il 5 marzo partecipava in Termini a una pubblica cerimonia funebre in memoria del defunto Re Ferdinando e con gli altri nobili presenti dichiarava solennemente la propria fedeltà al nuovo sovrano Carlo V d'Asburgo. Questi, il 23 settembre lo convocò a Bruxelles assieme al Conte di Collesano e al Moncada, e colà vi rimase fino al 1519. Sia il Re Ferdinando che l'imperatore asburgico suo nipote, negarono all'Abbatelli di ottenere l'acquisizione del patrimonio confiscato ai Chiaramonte - tra i quali figurava la Contea di Modica - di cui reclamava il possesso in quanto bisnipote di Elisabetta Chiaramonte Ventimiglia dei Conti di Modica, moglie di Giovanni Abbatelli e madre del nonno Federico, I conte di Cammarata, e a causa di ciò maturò un sentimento di insofferenza verso la Corona spagnola.
Nel 1522, fu arrestato per ordine del viceré Ettore Pignatelli, duca di Monteleone, che aveva su di lui dei sospetti per via del suo atteggiamento ribelle ed eversivo, e fu condotto nel carcere di Castel Nuovo a Napoli. L'Abbatelli, in occasione del parlamento riunitosi in quell'anno a Palermo, si oppose al Viceré in merito alla questione dei donativi, su cui propose l'esenzione per le città demaniali ed una maggiore contribuzione al braccio militare, nonostante egli stesso fosse un feudatario.
Il Pignatelli fu messo al corrente da Luis Fernández de Córdoba, marchese di Sessa, ambasciatore a Roma di Carlo V, della congiura contro la Corona spagnola organizzata fin dal 1500 dai fratelli Francesco e Giovan Vincenzo Imperatore, esuli siciliani nella città papalina, che strinsero rapporti con la corte di Francia e offerto la corona del Regno di Sicilia a Francesco I, sollecitando l'invio di una flotta francese in Sicilia e assicurando che in concomitanza con l'arrivo della flotta sarebbe scoppiata nell'isola una rivolta popolare che ne avrebbe facilitato la conquista. Gli Imperatore, arrestati e portati a Messina, furono sottoposti a stringenti interrogatori, svelarono i particolari della congiura e fecero anche i nomi di altri congiurati che operavano in Sicilia. Il Viceré Pignatelli fece istruire un regolare processo e dagli interrogatori emersero precise accuse contro il Conte di Cammarata, che fu indicato come uno dei capi della congiura.
L'Abbatelli fu condotto a Milazzo, dove il Viceré Pignatelli giunse per sfuggire ad una pestilenza che si abbatté su Messina dopo l'esecuzione di alcuni congiurati. Processato, inizialmente negò di aver preso parte alla congiura organizzata dai fratelli Imperatore, e si accusò soltanto dell'omicidio di Francesco Impitone, tesoriere del Regno, con cui ebbe contrasti quando esercitava l'ufficio di maestro portulano. Convinto dai compagni e costretto dai tormenti, confessò di aver preso parte alla congiura, e nel 1523 fu decapitato nella piazza di Milazzo, come anche Vincenzo Leofante e Francesco Imperatore, i cui cadaveri furono squartati. Abbatelli ricevette sepoltura nella Chiesa di San Francesco di Paola a Milazzo. La sua testa, portata a Palermo, fu esposta al pubblico, come monito, in una gabbia di ferro. I suoi beni, già sottoposti a confisca, furono restituiti poco dopo alla vedova, che successivamente sposò il cugino Blasco Branciforte Alagona, barone di Tavi, e per mezzo di questa unione la Contea di Cammarata passò in dote ai Branciforte.

### Matrimoni e discendenza
Federico Abbatellis Ventimiglia, Barone della Sambuca, sposò la nipote Margherita Abbatelli Branciforte, figlia del fratello Antonio, III conte di Cammarata, da cui ebbe i seguenti figli:
- Martino († 1523), morto celibe poco dopo il padre;
- Isabella, che fu monaca al Monastero di Santa Caterina di Palermo.[2][5]